# 史黛西
史黛西（1984年6月26日—），台灣女演員，毕业于國立台灣戲曲專科學校歌仔戲科，於2005年加入性感女團女F4。解散後改變演藝路線，現以拍攝戲劇和代言美容產品與美容服務為主。

## 作品

### 電視剧
| 頻道       | 年分   | 劇名                                 | 飾演               |
| ---------- | ------ | ------------------------------------ | ------------------ |
| 三立台湾台 |        | 《鸟来伯与十三姨》                   | 白由美 STACY       |
| 三立台湾台 | 2008年 | 《我一定要成功》                     | 周米香             |
| 三立台湾台 | 2008年 | 《戏说台湾》《鹿港葫芦问》           | 金雀 金莺 金角     |
| 三立台湾台 | 2009年 | 《戏说台湾》《油炸活包公》           | 李玉莲             |
| 三立台湾台 | 2009年 | 《戏说台湾》《女娲补情天》           | 女娲娘娘 淑女      |
| 三立台湾台 | 2009年 | 《戏说台湾》《民雄乳母冤》           | 李春莲             |
| 三立台湾台 | 2009年 | 《戏说台湾》《水流仙姑》             | 方金善             |
| 三立台湾台 | 2009年 | 《戏说台湾》《碧眼新娘》             | 茉莉               |
| 三立台湾台 | 2009年 | 《戏说台湾》《打狗空棺迷》           | 白珍珠             |
| 三立台湾台 | 2009年 | 《戏说台湾》《神医大道公》           | 白牡丹             |
| 三立台湾台 | 2010年 | 《戏说台湾》《卖妻》                 | 周月娇             |
| 三立台湾台 | 2010年 | 《戏说台湾》《姻缘井》               | 张千金             |
| 三立台湾台 | 2010年 | 《戏说台湾》《八字笑姻缘》           | 八字娘娘           |
| 三立台湾台 | 2010年 | 《戏说台湾》《转运蜘蛛穴》           | 黄秀足             |
| 三立台湾台 | 2010年 | 《戏说台湾》《明王解咒怨》           | 山本月里           |
| 三立台湾台 | 2010年 | 《戏说台湾》《不孝子娶虎姑婆》       | 刘水云             |
| 三立台湾台 | 2010年 | 《戏说台湾》《龙女拜观音》           | 观音               |
| 三立台湾台 | 2010年 | 《戏说台湾》《千年猪哥树》           | 王秀美 山猪精      |
| 三立台湾台 | 2010年 | 《戏说台湾》《兔儿神弄姻缘》         | 周惠青             |
| 三立台湾台 | 2010年 | 《戏说台湾》 《布袋和尚》            | 无奈师太           |
| 三立台湾台 | 2011年 | 《戏说台湾》《冥府银行》             | 銀角               |
| 三立台湾台 | 2011年 | 《戏说台湾》《椅仔姑》               | 蕭秋梅             |
| 三立台湾台 | 2011年 | 《戏说台湾》《北港妈的慈悲》         | 阿婉 阿田 玉桂     |
| 三立台湾台 | 2011年 | 《戏说台湾》《下水泥鳅穴》           | 蔡银花             |
| 三立台湾台 | 2012年 | 《戏说台湾》《天官武财神》           | 许玉芝             |
| 三立台湾台 | 2012年 | 《牵手》                             | 倪芳芳             |
| 三立台湾台 | 2012年 | 《阿爸的願望》                       | 吴秀卿 雪子        |
| 三立台湾台 | 2012年 | 《天下女人心》                       | 高爱伦             |
| 三立台湾台 | 2012年 | 《戏说台湾》《大鼎失踪记》           | 银钏               |
| 三立台湾台 | 2013年 | 《戏说台湾》《青春不老翁》           | 王明月             |
| 三立台湾台 | 2013年 | 《戏说台湾》《白蛇外传》             | 邵秀英 蟾蜍精 Lisa |
| 三立台湾台 | 2014年 | 《戏说台湾》《疯女十八年》           | 白淑莲             |
| 三立台湾台 | 2014年 | 《戏说台湾》《周成过台湾》           | 郭阿麵             |
| 三立台湾台 | 2014年 | 《戏说台湾》《人皮鼓仔灯》           | 火龍师             |
| 三立台湾台 | 2014年 | 《戏说台湾》《喢到猪八戒》           | 施彩凤             |
| 三立台湾台 | 2014年 | 《戏说台湾》《神农大帝報恩》         | 李花娇             |
| 三立台湾台 | 2015年 | 《戏说台湾》《新营天鹅湖》           | 林宝钗             |
| 三立台湾台 | 2015年 | 《戏说台湾》《天公点鸳鸯》           | 大鵰/李阿雀        |
| 三立台湾台 | 2015年 | 《戏说台湾》《大新妇的咒谶》         | 吴英惠 杨美女      |
| 三立台湾台 | 2015年 | 《戏说台湾》《石猴大鬧礁溪》         | 关公妻子           |
| 三立台湾台 | 2016年 | 《甘味人生》                         | 陳主任 Stacy       |
| 三立台湾台 | 2017年 | 《一家人》                           | 江美瑤             |
| 三立台湾台 | 2018年 | 《戏说台湾》《双姝怨》               | 廖牡丹             |
| 三立台湾台 | 2019年 | 《戏说台湾》《艋舺田都元帥》         | 劉艷紅             |
| 三立都會台 | 2011年 | 《醉後決定愛上你》                   | 阿桑（年輕時）     |
| 民視       | 2003年 | 《新玫瑰瞳鈴眼》《玻璃缸裡的女人》   | 小米               |
| 民視       | 2003年 | 《新玫瑰瞳鈴眼》《明星外賣》         | 安安               |
| 民視       | 2003年 | 《藍色水玲瓏》《吃人的古井》         | 阿瑤               |
| 民視       | 2009年 | 《娘家》                             | 露露               |
| 华视       | 2005年 | 《旧情绵绵》                         | 青年陈宝玉         |
| 台視       | 2007年 | 《神机妙算刘伯温》                   | 华平               |
| 台視       | 2008年 | 《怀玉传奇 千金妈祖》                | 林雪荷             |
| 台視       | 2012年 | 《巅峰时代》                         | 张琳琳             |
| 台視       | 2012年 | 《女人花》                           | 叶丽君             |
| 台視       | 2017年 | 《牡丹花開》                         | 佩琪               |
| 台視       | 2020年 | 《生生世世》                         | 謝雪娥             |
| 大愛       | 2013年 | 《心願》                             | 黄锦华             |
| 大愛       | 2014年 | 《幸福魔法师》                       | 玉佩               |
| 大愛       | 2015年 | 《永不放棄》                         | 李敏婷             |
| 大愛       | 2016年 | 《畫渡人》                           | 張速錦             |
| 大愛       | 2017年 | 《生命桃花源》                       | 呂鶴               |
| 大愛       | 2020年 | 《殷緣天成》                         | 淑麗               |
| 中國大陸   | 2014年 | 《青春風暴》                         | 趙美芳             |
| 中國大陸   | 2018年 | 《闺蜜的心事》(2014年拍攝，越南首播) | 李贤贞             |

### 電影
| 年份   | 片名           | 飾演     |
| ------ | -------------- | -------- |
| 2008年 | 《幫幫我愛神》 | 檳榔西施 |
| 2016年 | 《黑白》       | 阿萍     |
| 2017年 | 《狼牙棒》     | 阿梅     |